# Vokseværk
Vokseværk è il secondo album in studio del gruppo musicale danese Katinka, pubblicato il 26 ottobre 2018 su etichetta discografica Playground Music Scandinavia.

## Tracce
1. Intro – 0:56
2. Peanut – 4:24
3. Søndermarken – 3:51
4. Dunjakke – 2:49
5. 2000 Meter I Frit Fald – 3:41
6. To veje – 4:50
7. Sagsforagt – 2:58
8. Grammofon – 4:15
9. Måske – 2:52
10. Elvira – 3:28
11. Far-sangen – 4:32

## Classifiche
| Classifica (2018) | Posizione massima |
| ----------------- | ----------------- |
| Danimarca         | 17                |